# 酈道元
酈 道元（れき どうげん、生年不詳 - 527年）は、北魏の官僚・文人。字は善長。地理書の『水経注』の著者として知られる。本貫は范陽郡涿県。

## 経歴
青州刺史酈範の子として生まれた。太和年間、尚書主客郎となった。御史中尉の李彪に見出されて、治書侍御史として召された。輔国将軍・東荊州刺史に累進した。その統治は厳しく、少数民族たちが都に直訴したため、道元は免官された。長らくを経て、河南尹の代行として任用され、まもなく正式に河南尹となった。孝明帝が沃野鎮・懐朔鎮・薄骨律鎮・武川鎮・撫冥鎮・柔玄鎮・懐荒鎮・禦夷鎮の諸鎮を州に改め、その属する郡・県・戍を古い城邑の名になぞらえて新たに設置する方針を示した。道元は命を受けて持節・兼黄門侍郎として、都督の李崇とともに新たな州県を設置し、定員を調整し、辺境の防備を再構築しようとした。しかし六鎮の乱が起こったため、使命を果たすことなく洛陽に帰った。525年（孝昌元年）、徐州刺史の元法僧が彭城で反乱を起こし、南朝梁の援軍を求めると、道元は持節・兼侍中・摂行台尚書となり、諸軍を統率して梁軍を攻撃した。梁軍が渦陽で敗れると、道元はこれを追い討って、多くの戦果を挙げた。ほどなく安南将軍・御史中尉に任じられた。
道元は御史の任にあって厳しく法を適用して諸官を告発した。汝南王元悦の寵童の丘念を処刑すると、元悦は霊太后に訴えて丘念を釈放させたため、道元は元悦を弾劾した。元悦はこのことを恨んで、道元を放逐しようと図った。527年（孝昌3年）10月、道元は雍州刺史蕭宝寅の反乱計画を調査する名目で、関右大使として関中に派遣された。途中の陰盤駅亭で蕭宝寅の派遣した郭子恢らに襲撃され、殺害された。
道元は学問を好み、奇書をよく読んだ。『水経』40巻や『本志』13篇に注をほどこし、また『七聘』ほかの諸文章を作って、当時に通行した。しかし道元の性格を嫌っている者も多く、当時の評価は高いとは言えなかった。

## 伝記資料
- 『魏書』巻89 列伝第77
- 『北史』巻27 列伝第15